# سوزوکی واگن آر
سوزوکی واگن آر (Suzuki Wagon R) خودرویی است که از سال ۱۹۹۳ تا کنون تولید شده‌است.